# طبقة مائية سفلية

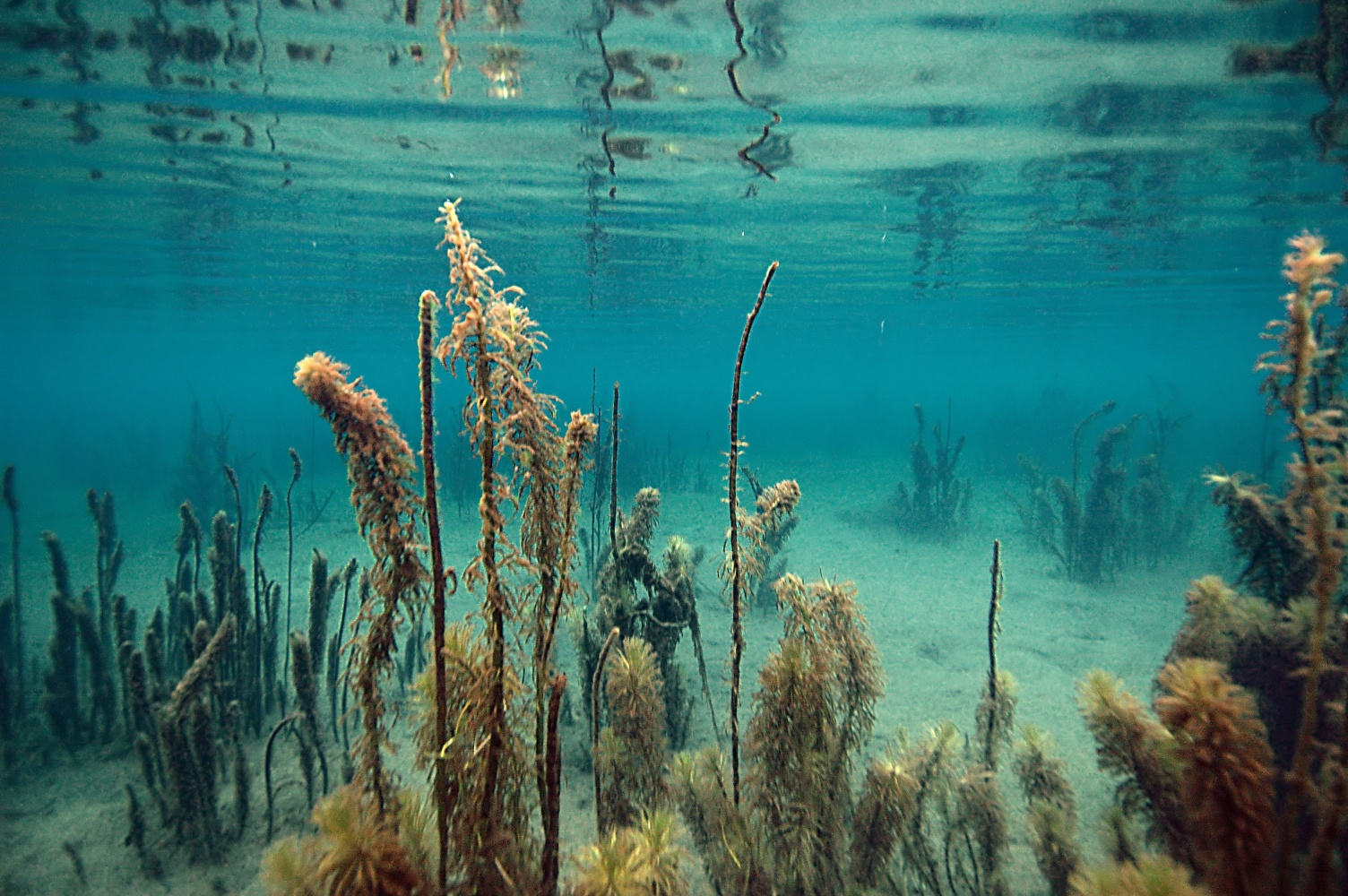

طبقة مائية سفلية (الإنجليزي: Hypolimnion) تقع أسفل الطبقة الحرارية في البحيرات وهي ذات كثافة عالية .
تتسم هذه الطبقة بأن حرارتها متغيرة طوال العام , 
ففي فصل الصيف تكون أبرد طبقة في البحيرة بينما تكون أحر طبقة في فصل الشتاء وذلك لأنهامعزولة عن العواصف والرياح ولاتصل إليهاأشعة كافية من الشمس ، وعلى العكس من ذلك تماما فإن درجة الحرارة في الأعماق مستقرة ومعتدلة طوال العام وتبلغ حوالي 4OC .

## وصلات خارجية
- http://wow.nrri.umn.edu/wow/teacher/thermal/teaching.html